# Irish Recorded Music Association
Irish Recorded Music Association (IRMA) je irská asociace hudebního průmyslu. Je to nezisková organizace, která spravuje tzv. hudební průmysl v Irsku.

## Seznam hudebních žebříčků
Zdroj
- Top 75 Albums
- Top 50 Singles
- Top 10 Classical Albums
- Top 10 Dance Singles
- Top 20 Multi-Artist Compilation Albums
- Top 30 Videos
- Top 20 DVD
- Top 10 Music DVDS

## Certifikace

### Alba
| Certifikace     | Počet certifikovaných kusů |
| --------------- | -------------------------- |
| Zlatá deska     | 7500                       |
| Platinová deska | 15 000                     |

### Single
| Certifikace     | Počet certifikovaných kusů |
| --------------- | -------------------------- |
| Zlatá deska     | 7500                       |
| Platinová deska | 15 000                     |

### DVD
| Certifikace     | Poet certifikovaných kusů |
| --------------- | ------------------------- |
| Zlatá deska     | 2500                      |
| Platinová deska | 4000                      |